# Jerzy I brzeski
Jerzy I (ur. zapewne między 1481 a 1483, zm. 30 sierpnia 1521) – książę brzeski z dynastii Piastów.
Najmłodszy syn księcia legnicko-brzeskiego Fryderyka I i Ludmiły, córki króla Czech Jerzego z Podiebradów.
Po śmierci ojca w 1488 wraz z braćmi: Janem i  Fryderykiem został formalnym władcą w księstwie legnicko-brzeskim. Do 1498 w imieniu małoletnich synów władzę regencyjną w księstwie sprawowała matka Ludmiła. W 1505 dokonał z bratem Fryderykiem podziału ojcowizny (Jan zmarł w 1495), w wyniku którego został władcą Brzegu i Lubina.
9 czerwca 1515 poślubił Annę Pomorską, córkę księcia pomorskiego Bogusława X i Anny Jagiellonki. Zmarł bezpotomnie. Jako oprawę wdowią Anna otrzymała Lubin, w którym rządziła do swojej śmierci w 1550.